# کشتی یعقوب با فرشته

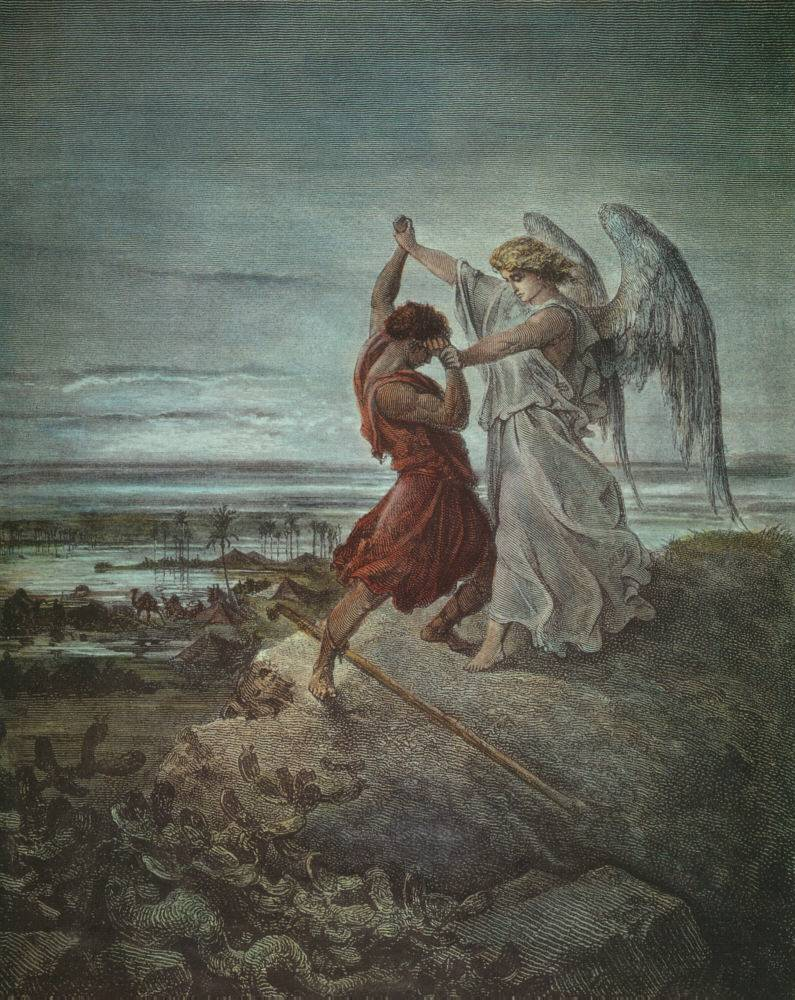
گوستاو دوره، جیکوب در حال کشتی با فرشته (۱۸۵۵)

کشتی یعقوب با فرشته روایتی اسطوره‌ایست که شرح آن در کتاب پیدایش (فصل ۳۲:۲۲–۳۲) آمده است (همچنین در کتاب هوشع، به فصل ۱۲:۳–۵ نیز روایت گردیده). «فرشته» مورد بحث کتاب پیدایش به عنوان «انسان» (אִישׁ: ایش) و «خدا» (אֵל: El) تعبیر شده، حال آنکه هوشع «فرشته» محسوب می‌شود (מַלְאָךְ: ملاخ). این روایت همچنین نام یعقوب را به اسرائیل تعبیر می‌کند (که ریشه آن به معنی «معارض با خدا» است.
در سه شه‌پدر یعقوب به هنگام بازگشت به کنعان شبی را در کنار رودخانه سپری کرد. او با مردی مواجه گشت که قصد داشت با او تا سحر کشتی بگیرد. در پایان، چنان‌که مرد مذکور از معرفی خود سر باز می‌زند یعقوب متبرک‌شده را اسرائیل نام می‌نهد. یعقوب سپس نام محلی که با وی کشتی گرفته را پنوئل گذاشت، که به معنای (چهره‌درچهره شدن با خدا) است.